# Aly Knepper
Aly Knepper (Echternach, 11 de març de 1940) és un ex-tirador olímpic luxemburguès, que va competir a la prova de fossa olímpica dels Jocs Olímpics de 1960 a Roma.